# Área metropolitana de Valera
El Área metropolitana de Valera o Gran Valera es el área urbana conformada por la ciudad venezolana de Valera del municipio homónimo y las ciudades de Motatán del municipio homónimo, Escuque del municipio homónimo, Carvajal del municipio San Rafael de Carvajal y los centros poblados circundantes en las inmediaciones a estas ciudades.
El crecimiento demográfico en esta área metropolitana se presenta con mayor intensidad en los municipios aledaños como San Rafael de Carvajal y Escuque, siendo el municipio capital centro económico y comercial.
La población del área metropolitana para el año 2020 es de 338.539 habitantes dentro del área colindante inmediata y hasta 510.310 habitantes dentro de la conurbación que se presenta con otros municipios vecinos que dependen también del municipio capital.
| Gran Valera                   | Gran Valera | Gran Valera |
| Municipio                     | Capital     | Población   |
| ----------------------------- | ----------- | ----------- |
| Valera                        | Valera      | 174,786     |
| San Rafael de Carvajal        | Carvajal    | 65,074      |
| Motatán                       | Motatán     | 37,912      |
| Escuque                       | Escuque     | 32,624      |
| Betijoque                     | Betijoque   | 28,139      |
| Distrito Urbano "Gran Valera" |             | 338.539     |

## Principales zonas de la ciudad
El área metropolitana Valera se asienta sobre une geografía dominada por una meseta y la gran terraza aluvional de Valera, desde donde se irradian la mayoría de las unidades urbanas que conforman el conglomerado.
En el epicentro del área metropolitana se encuentra la ciudad de Valera, ubicada a 548 m s. n. m. en donde la casi totalidad de habitantes de las poblaciones aledañas hacen vida económica y laboral. A pesar de pertenecer a municipios diferentes, son puntos de referencia para ubicarse dentro de la ciudad.